# انتفاضة غيتو وارسو

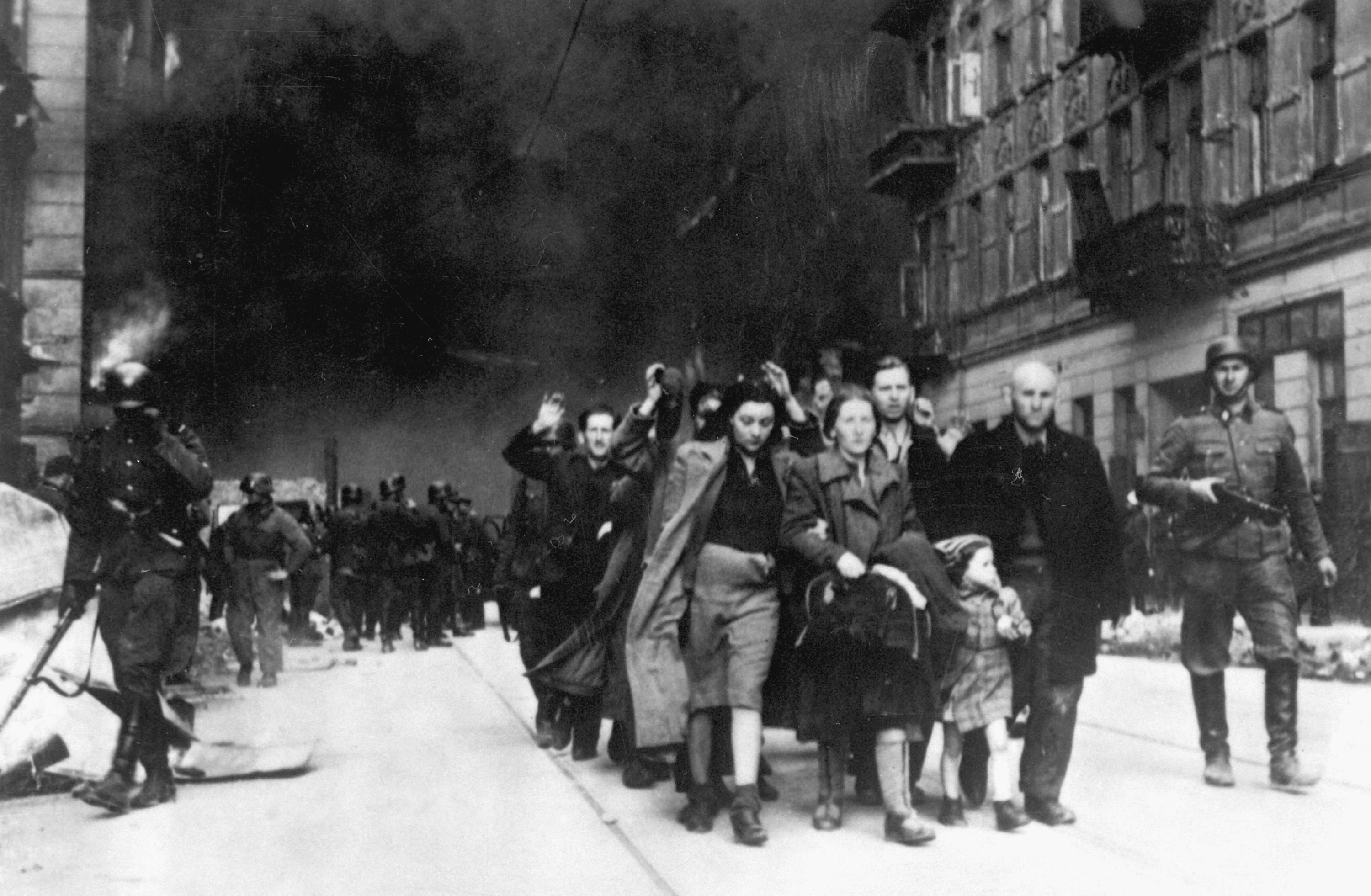
الثوار اليهود في قبضة الجيش الألماني في وارسو.

انتفاضة غيتو وارسو شنتها المقاومة اليهودية عام 1943 في غيتو وارسو (حي يهودي) في بولندا المحتلة من قبل الألمان أثناء قيام الحرب العالمية الثانية لمناهضة آخر محاولات ألمانيا النازية في نقل ما تبقى من سكان الغيتو إلى معسكري الموت مايدانيك وتريبلينكا.
بدأ ما تبقى من اليهود بعد أحداث غروساكتيون وارسون في صيف عام 1942، إذ رُحل أكثر من ربع مليون يهودي من غيتو إلى تريبلينكا وقُتلوا هناك، ببناء الخنادق وتهريب الأسلحة والمتفجرات إلى غيتو. وتشكلت منظمة القتال اليهودية اليسارية (زي أو بي) ومنظمة الاتحاد العسكري اليهودي اليمينية (زي زي دبليو) وبدأتا بالتدريب. نجحت محاولة مقاومة صغيرة هدفها تنظيم تجمع آخر في يناير 1943 نجاحًا جزئيًا وشجعت جماعات المقاومة البولندية على دعم اليهود بجدية.
بدأت الانتفاضة في 19 أبريل عندما رفض سكان الغيتو الاستسلام لقائد قوات الشرطة وقائد لواء في قوات الأمن الخاصة (SS-Brigadeführer) يورغن ستروب، الذي أمر بحرق الغيتو، جزءًا بعد الآخر، وانتهت في 16 مايو. لقي ما مجموعه 13,000 يهودي حتفه، احترق نصفهم تقريبًا وهم أحياء أو اختنقوا. في حين بلغ عدد الضحايا الألمان على الأرجح أقل من 150 فضحة، مع إبلاغ ستروب عن 110 شخص (16 قتيلاً + متوفى/93 جريحًا).
كانت الانتفاضة أكبر تمرد على الإطلاق يقوم به اليهود في الحرب العالمية الثانية. كان اليهود يعرفون أن الانتفاضة مصيرها الفشل وأن نجاتهم غير محتملة. قال ماريك إديلمان، القائد الوحيد الناجي من منظمة زي أو بي، إن مصدر إلهامهم في القتال كان «تحديد زمان ومكان موتنا». وحسب ما ورد عن متحف ذكرى الهولوكوست بالولايات المتحدة، فإن الانتفاضة كانت «إحدى أبرز الوقائع على مدار تاريخ الشعب اليهودي».

## خلفية الانتفاضة
في عام 1939، بدأت السلطات الألمانية بتحشيد سكان بولندا البالغ عددهم نحو أكثر من ثلاثة ملايين يهودي في عدد من الغيتوات (احياء يهودية) شديدة الاكتظاظ الواقعة في المدن البولندية الكبيرة. جمع أكبرها، غيتو وارسو، ما يقارب 300,000-400,000 شخص في منطقة مكتظة بالسكان وسط وارسو تبلغ مساحتها 3.3 كيلومتر مربع. لقي آلاف اليهود حتفهم نتيجةً للجوع وتفشي المرض في ظل قيادة القائد الأعلى لقوات الأمن والشرطة (SS-und-Polizeiführer) أوديلو جلوبوسنيك  والشتاندارتن فوهرر (رتبة تعادل رتبة العقيد) في قوات الأمن الخاصة لودفي هان، حتى قبل بدء عمليات الترحيل الجماعي من الغيتو إلى معسكر تريبلينكا للإبادة.
قامت قوات الأمن الخاصة (إس إس) بالعديد من عمليات الترحيل أثناء عملية اسمها الحركي هو الحملة الكبرى في وارسو (Grossaktion Warschua)، في الفترة ما بين 23 يوليو و21 سبتمبر 1942. وقبل بدء العملية مباشرةً، دعا «مفوض إعادة التوطين» الألماني هيرمان هوفلا قائد وحدة الاعتداء (Sturmbannführer) في إس إس إلى عقد اجتماع مع جودنرات مجاس يهود غيتو وأخبر رئيسه، آدم شيرنياكوف، أنه سيحتاج 7,000 يهودي يوميًا من أجل إعادة التوطين في الشرق. أقدم شيرنياكوف على الانتحار حالما علم بالهدف الحقيقي من خطة «إعادة التوطين». إذ لقي قرابة 300,000-254,000 من سكان غيتو حتفهم في معسكر تريبلينكا (قُتل معظمهم فور وصولهم إلى المعسكر) أثناء العملية التي دامت شهرين. تولى الزعيم الأقدم (Oberführer) في إس إس فرديناند فون ساميرن فرانكينيج  قيادة الحملة الكبرى، وهو قائد قوات الشرطة وإس إس في منطقة وارسو منذ عام 1941.
أعفاه من الخدمة قائد قوات الشرطة يورغن ستروب، الذي أرسله هاينريش هيملر إلى وارسو في 17 أبريل 1943. أخذ ستروب زمام الأمور من ساميرن فرانكينيج بعد فشل الأخير في تهدئة مقاومة الغيتو.
في بداية الشروع بعمليات الترحيل، اجتمع أعضاء حركة المقاومة اليهودية وقرروا عدم معارضة توجيهات إس إس، إذ كانوا يظنون أن اليهود سيرسَلون إلى معسكرات العمل وليس إلى حتفهم. ولكن مع نهاية عام 1942، عرف سكان الغيتو أن عمليات الترحيل كانت جزءًا من عملية تهدف إلى إبادتهم. لذا قرر العديد من اليهود التمرد. وتشكلت أول مقاومة مسلحة من الغيتو في يناير 1943.
وفي 19 أبريل 1943، عشية عيد الفصح اليهودي، دخل الألمان الغيتو. عرف اليهود الباقون أن الألمان سيقتلونهم لذا قرروا المقاومة حتى آخر نفس. ومع استمرار الانتفاضة، عقد الحلفاء مؤتمر بيرمودا في 19-29 أبريل 1943 للتباحث في مشكلة اللاجئين اليهود. اشتملت المباحثات على مسألة اللاجئين اليهود الذين حررتهم قوات الحلفاء وأولئك الذين بقوا في أوروبا النازية.

## الانتفاضة

### تمرد يناير
في 18 يناير 1943، باشر الألمان عملية ترحيل اليهود الثانية، التي أدت إلى قيام العصيان المسلح الأول في الغيتو. اختبأت العوائل اليهودية في ما يسمى «الخنادق»، بينما قاوم مقاتلو منظمة زي زي دبليو، وانظم إليهم عناصر من منظمة زي أو بي، إذ دخلوا في اشتباكاتٍ مباشرةٍ مع الألمان. ومع أن زي زي دبليو  وزي أو بي تكبدتا خسائر فادحة (بما في ذلك بعض قادتهم)، فالألمان هم أيضًا تكبدوا خسائر، وتوقف الترحيل في غضون أيام قليلة. لم يتم ترحيل سوى 5,000 يهودي، بدلاً من 8,000 وفقًا لخطة غلوبوكنك.
كان المئات من الناس في غيتو وارسو على استعداد للقتال، من الكبار والأطفال، الذين كانوا مسلحين بالقليل من المسدسات، وزجاجات وقود، وبضعة أسلحة أخرى هرّبها مقاتلو ألمقاومة إلى الغيتو. لم ينظر العديد من المقاتلين اليهود إلى أفعالهم على أنها خطوة حيوية يمكن لها أن تنقذ حيواتهم، بل على أنها معركةً للدفاع عن شرف الشعب اليهودي، واحتجاجًا على الصمت المخيم على العالم.

## الاستعدادات
سيطرت منظمتا المقاومة، زي زي دبليو وزي أو بي، على الغيتو. إذ قامتا بتشييد عشرات مواقع القتال وإعدام عدد من المتواطئين مع النازيين، بما فيهم ضباط في شرطة غيتو اليهودية، وأعضاء منظمة المقاومة المزيفة زاغيف (المدعومة والمسيطر عليها من قبل ألمانيا)، فضلاً عن عملاء لدى أبفير (جهاز المخابرات الألمانية) وغيستابو (البوليس السري الألماني) (أمثال عضو المجلس اليهودي الدكتور ألفريد نوسيج. الذي أعدِم في 22 فبراير 1943). وأنشئت منظمة زي أو بي سجنًا لحجز وإعدام الخائنين والمتواطئين. أقدم على الانتحار قائد شرطة غيتو اليهودية السابق، يوزيف شيريسكي.

## التمرد الكبير
في 19 أبريل 1943، عشية عيد الفصح اليهودي، دخلت الشرطة وقوات مساندة من إس إس الغيتو. إذ كانوا يعزمون على استكمال عملية الترحيل في غضون ثلاثة أيام، لكنهم تعرضوا لكمينٍ نصبه المتمردون اليهود بإطلاقهم قنابل مولوتوف وقنابل يدوية من الأزقة، والمجاري، والنوافذ. تكبد الألمان 59 ضحية فضلاً عن تعثر تقدمهم. وأضرمت  قنابل المتمردين الحارقة النار في مركبتين من مركباتهم القتالية (الأولى تحويل مسلح لمركبة مدرعة خفيفة فرنسية الصنع من طراز إل 37 والثانية سيارة مصفحة).
فقد فون ساميرن فرانكينيج منصبه كقائد لقوات الشرطة وإس إس في وارسو، بعد أن فشل في احتواء التمرد. إذ حل محله قائد لواء في إس إس يورغن ستروب، الذي رفض اقتراح فون ساميرن فرانكينينج في استدعاء طائرة قاذفة للقنابل من كراكوف. وقاد هجومًا بريًا ذو تعزيزٍ تنظيمٍ أفضل.

## معرض صور

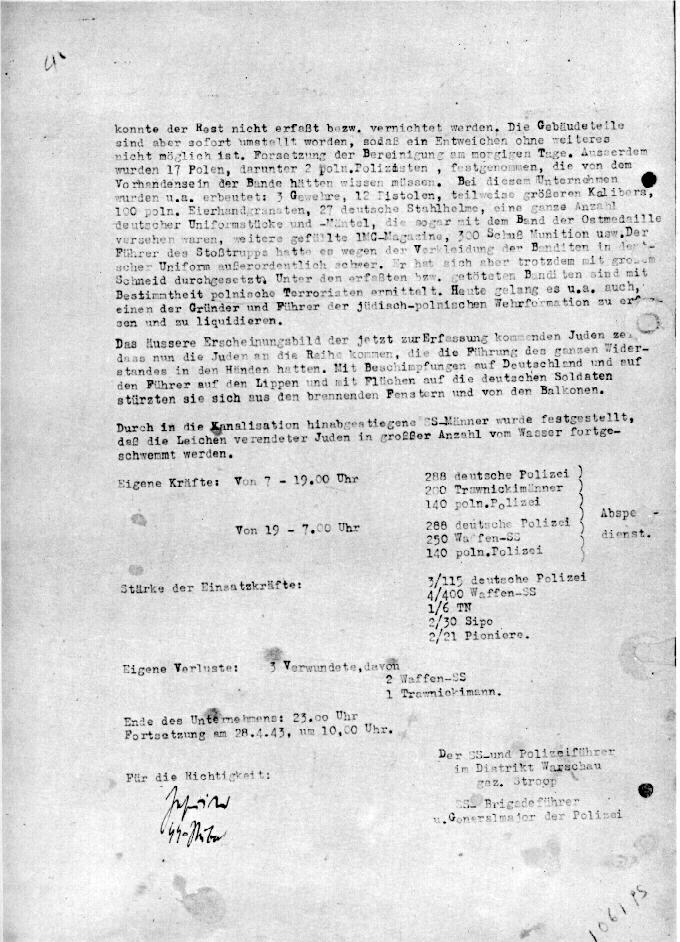
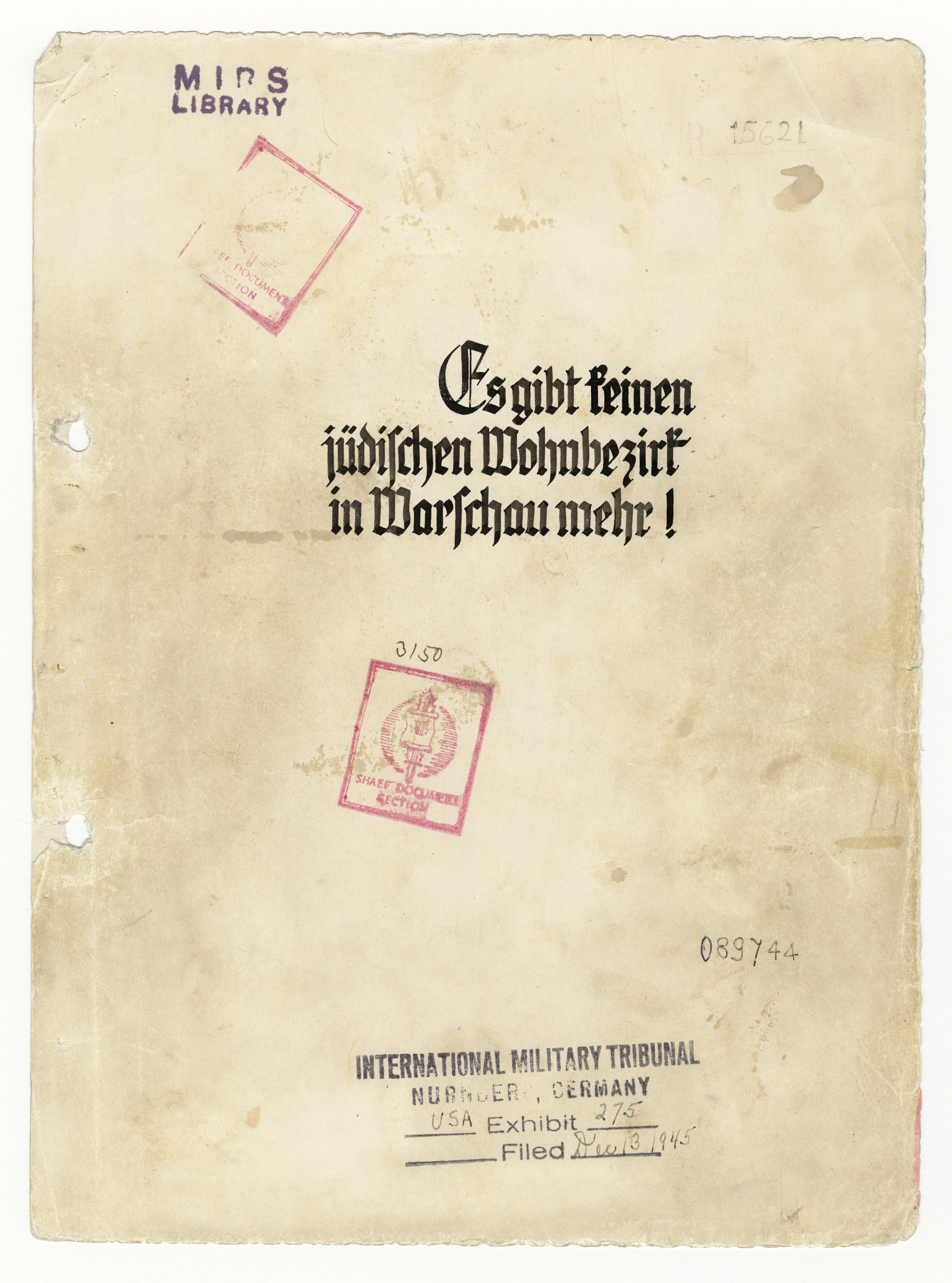
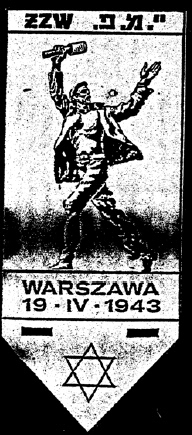
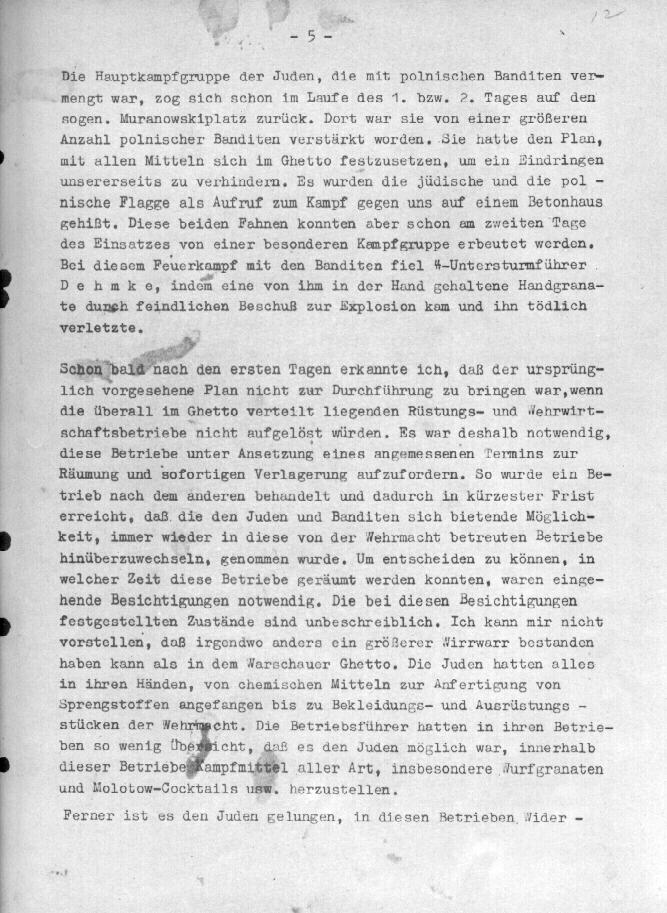
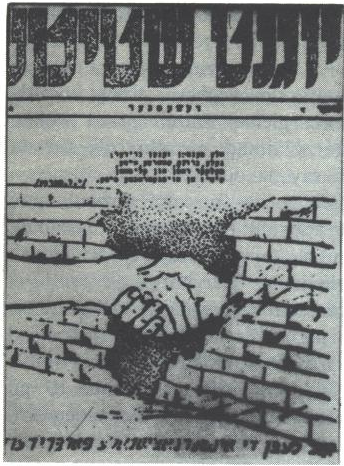

## وصلات خارجية
- Voices From the Inferno: Holocaust Survivors Describe the Last Months in the Warsaw Ghetto, an online exhibition by ياد فاشيم
- Warsaw Ghetto Uprising at the متحف ذكرى الهولوكوست بالولايات المتحدة
- The Warsaw Ghetto Uprising on the ياد فاشيم website
- The Warsaw Ghetto archive (including The Stroop Report) at مكتبة اليهود الافتراضية
- Stroop Report online in German and English
- The Warsaw Ghetto Uprising by ماريك إديلمان